# Hinnerup
Hinnerup ist eine dänische Kleinstadt der Gemeinde Favrskov in der Region Midtjylland mit 8351 Einwohnern (Stand 1. Januar 2023), etwa 15 Kilometer nordwestlich von Aarhus gelegen. Vor der Kommunalreform 2007 war Hinnerup Hauptort der gleichnamigen Gemeinde.

## Persönlichkeiten
- Arne Fog Pedersen (1911–1984), Politiker